# خالد سليمان فائق
الأستاذ خالد بن سليمان فائق بن طالب كهية من شركس العراق، ولد في بغداد عام 1305 هـ/ 1887م، وأكمل الدراسة في مدرسة الرشدية العسكرية ثم سافر إلى إسطنبول، ودخل المدرسة الحربية، وتخرج ضابطاً في الجيش العثماني، ثم أنتخب عضواً في مجلس المبعوثان، وعند قيام الحكومة العراقية عاد إلى بغداد، وأنتخب نائباً في مجلس النواب العراقي، ثم أسندت إليه وزارة المعارف (وزارة التربية حالياً) عام 1929م، وبعدها عين وزيراً لوزارة الزراعة، ثم عين مديراً عاماُ للأشغال عام 1932م، وبعدها مديراً عاماً للبرق والبريد عام 1934م، ثم عين وزيراً مفوضاً في طهران عام 1935م، وبعد أحداث ثورة مايس 1941م، شارك في مؤتمر واجتماع أمين عاصمة بغداد للنظر في حماية مدينة بغداد عند أنتهاء ثورة رشيد عالي الكيلاني.

## وفاته
توفي في بغداد عام 1364 هـ/ 1945م، ودفن في مقبرة الخيزران في الأعظمية خلف مبنى كلية الشريعة (كلية الإمام الأعظم حالياً).